# Горский, Вячеслав Лазаревич
Вячеслав Лазаревич Горский (11 апреля 1953, Москва — 10 ноября 2021, Москва) — российский джазовый пианист, исполнитель на электронных клавишных инструментах, певец, композитор и продюсер, лауреат международных джазовых фестивалей. Создатель и руководитель ансамбля «Квадро».

## Биография
Вячеслав Горский — неоднократный победитель рейтингов престижных музыкальных изданий, музыкант с ярким индивидуальным почерком, в музыке которого переплелись такие направления как джаз, рок, фанк, классика и этническая музыка. По рейтингам журнала «Music Box», а также агентства «Интермедиа» Вячеслав Горский признан лучшим клавишником России 1995—2002 годов. Его имя упоминается в антологии мирового джаза (Нью-Йорк, 1991 г.).
Стал известен как участник джаз-рок-ансамбля «Арсенал» (1974-75 гг. и 1977-82 гг.), выступал на фестивалях в Москве, Варшаве, Братиславе, Надьканиже, Западном Берлине. В 1975-76 гг. руководил группой «Спектр», а в 1982 году создал ансамбль «Квадро». В последующие годы выступал также в трио и в дуэтах — с Алексеем Козловым, Сергеем Манукяном и другими. Параллельно с концертной деятельностью, Вячеслав Горский сочинил три рок-оперы, которые были поставлены во многих театрах Европы, а также музыку к нескольким телефильмам и кинофильмам. Написанная Вячеславом Горским в 2005 году симфо-рок сюита «Легенда о Рыцаре» с большим успехом исполнялась в Москве и других городах России. Вячеслав Горским являлся автором более трёхсот песен в самых разных стилях — от джаза до городского романса. Песни и инструментальные композиции Горского входят в репертуар таких артистов, как: Зураб Соткилава, Николай Караченцов, Ольга Кабо, Оксана Мысина, Даниил Крамер, Аркадий Шилклопер, Этери Бериашвили, Сергей Манукян и многих других.
Вячеслав Горский выпустил 20 авторских альбомов и альбомов группы «Квадро». В октябре 2021 года попал в больницу с переломом ноги, операция прошла успешно и восстановление шло полным ходом. Однако у Вячеслава Лазаревича развилась пневмония, в результате которой музыкант скончался 10 ноября 2021 года.

### Образование
- 1972 год — Музыкальное училище имени Гнесиных, класс специального фортепиано.
- 1976 год — музыкальный факультет МГПИ им. В. И. Ленина.

### Семья
- Жена — Лидия Леонидовна Горская (род. 25 июня 1955 года)
- Дети — Евгений Горский (род. 11 апреля 1980 года) и Игорь Горский (род. 6 октября 1982 года)

## Дискография
- «Своими руками» (Арсенал), LP
- «Ночные мечты» (Квадро), LP
- «Волшебный замок», CD
- «Неизвестный Арсенал», CD
- «Ave Maria» (с А. Туманян), CD
- «Джем на двоих» (дуэт с Сергеем Манукяном), CD
- «Арсенал: Опаленные Временем», CD
- «Лас-Вегас» («Квадро»), CD
- «Квадро В. Горского: Ночные мечты», CD (переиздание одноимённого винилового альбома)
- «New Romantic Jazz», CD
- «Душа в душу», CD
- «Вне времени», CD
- «Когда хорошо», CD
- «Love piano», CD
- «Шопен в Африке», CD
- «Ехотic life», CD
- «Баллада дождя», CD
- «Легенда о рыцаре», CD
- «Лотус моего сердца», CD
- «Янтарное allegro», CD
- «Why Not?», CD
- «Шкатулка сюрпризов», CD
- «Puertoricana», CD
- «Шопен в Африке 2», CD

## Избранные песни
- «Сценарист» (музыка Вячеслава Горского, слова Сергея Крылова) исполняют Николай Караченцов и Ольга Кабо
- «Международный рейс» (музыка Вячеслава Горского, слова Ларисы Рубальской) исполняет Вячеслав Горский
- «Время прошло» (музыка и слова Вячеслава Горского) исполняет Вячеслав Горский
- «Древний город» (музыка и слова Вячеслава Горского) исполняет Вячеслав Горский